# Vrisa
Vrisa (en griego: Βρίσαes) es una aldea en la parte sur de Lesbos, a 50 km de Mitilene. El pueblo es llamado así por una de las dos chicas que Agamenón tomó de Lesbos, durante la Guerra de Troya. A cinco kilómetros al sur se encuentra la famosa playa de Vatera
El 12 de junio de 2017 Vrissa fue gravemente dañada por un terremoto que tuvo su centro en la ciudad de Plomari. La mayoría de las personas no podían regresar a sus hogares, haciendo que el pueblo se convirtiera en un "pueblo fantasma".